# Juventude Atlético de Vila Boim
O Juventude Atlético de Vila Boim (JAVB) é uma associação com sede em Vila Boim, Município de Elvas, Portugal. Foi fundado a 1 de Novembro de 1994 e dedica-se ao futebol sala, futebol infantil, provas de BTT, voleibol, tiro ao alvo, aeróbica, provas de tiro aos pratos, e actividades culturais, tais como, apoio a artistas plásticos em início de carreira, feiras do livro, peças de teatro, actividades musicais.
O JAVB realiza e promove ao longo do ano várias actividades, bailes, provas desportivas, concertos e exposições.
O JAVB é responsável pelo funcionamento do Centro Cultural de Vila Boim, onde está instalada a biblioteca João Orlando Travanca Rego. Este Centro tem um serviço de bar e uma sala de informática, onde toda a população pode aceder à internet.
No Centro cultural estão instaladas mais duas associações de Vila Boim, a Liga dos Unidos e a Comissão organizadora da Festa do Ganhão.